# Soul-Fire

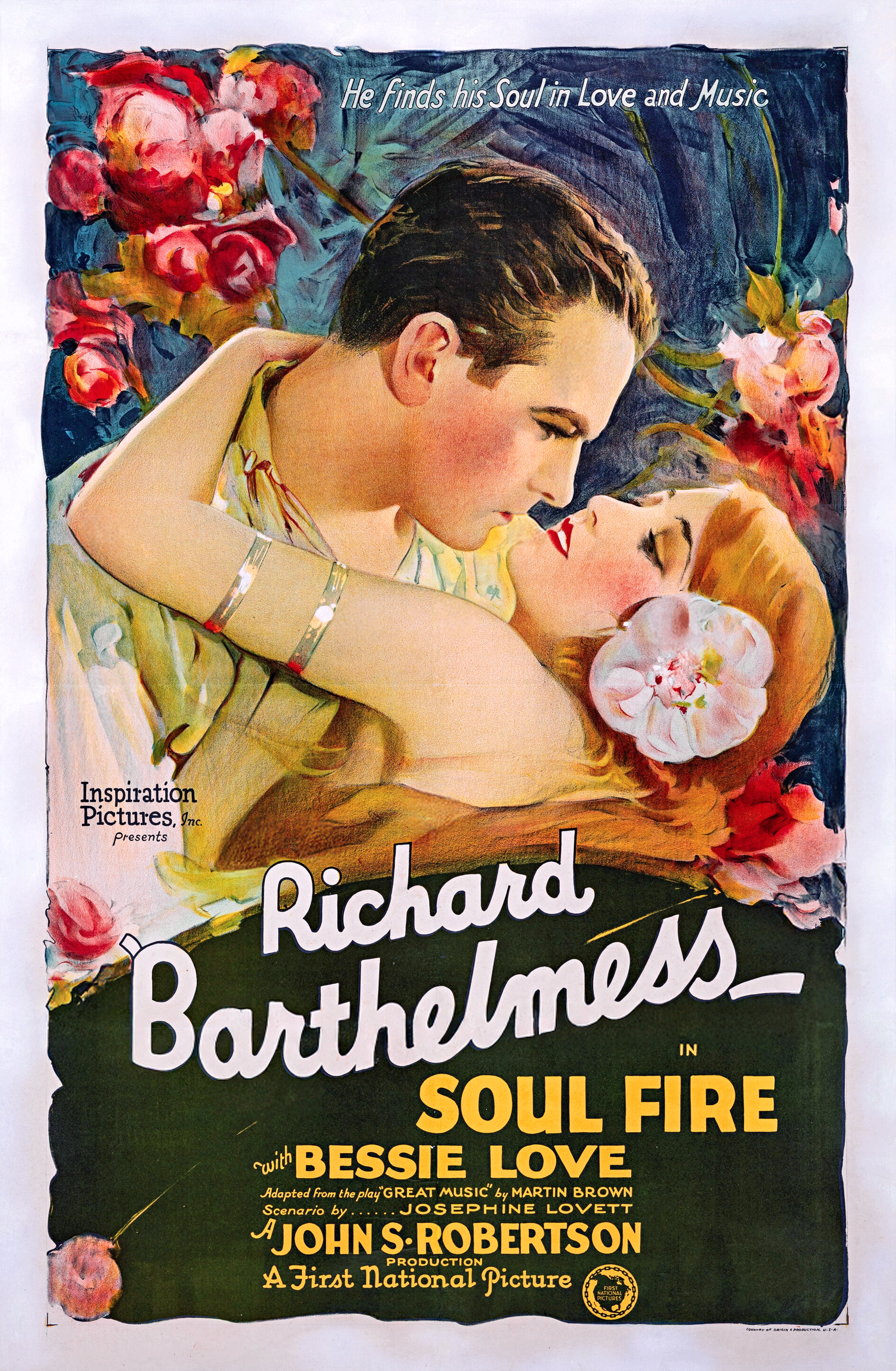
Affiche du film

Soul-Fire (aussi titré Soul Fire) est un film muet américain réalisé par John S. Robertson et sorti en 1925 au cinéma, produit par Richard Barthelmess qui y tient aussi le rôle principal.

## Synopsis
Eric Fane se rend à Paris afin d'étudier la musique, et y rencontre une princesse. Il y écrit des chansons populaires, et gagne assez d'argent pour y mener la belle vie. Cependant il souhaite se consacrer à des compositions plus sérieuses, mais qui finalement lui rapportent moins, et tombe dans la pauvreté que la princesse refuse de partager avec lui.

## Fiche technique
- Réalisation : John S. Robertson
- Scénario : Josephine Lovett d'après la pièce Great Music de Martin Brown
- Producteur : Richard Barthelmess
- Photographie : Roy Overbaugh
- Production : Inspiration Pictures
- Distributeur : First National Pictures
- Durée : 9 bobines
- Date de sortie : 3 mai 1925

## Distribution
- Richard Barthelmess : Eric Fane
- Bessie Love : Teita
- Percy Ames : un critique
- Charles Esdale : un critique
- Effie Shannon : Mme Howard Fane, mère d'Eric

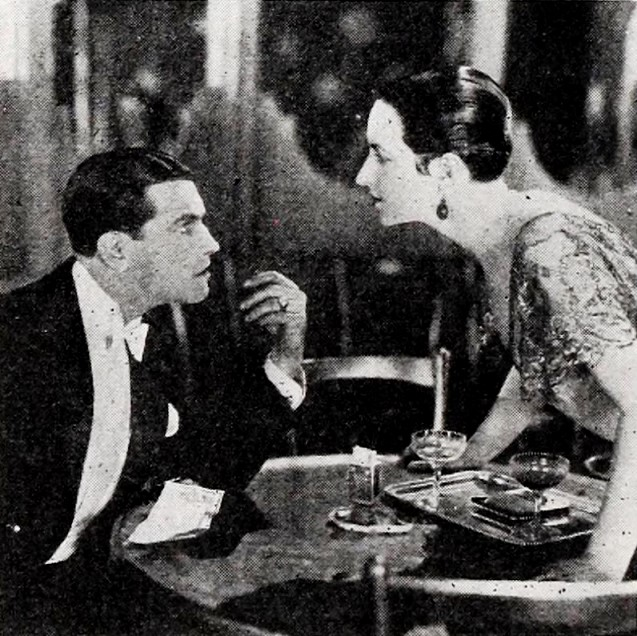
Richard Barthelmess et Bessie Love dans une scène du film.

- Lee Baker : Howard Fane, père d'Eric
- Carlotta Monterey : Princesse Rhea
- Gus Weinberg : le vieux musicien
- Ann Brody : Katinka, servante de la princesse Rhea
- Helen Ware : San Francisco Sal
- Walter Long : Herbert Jones, un marin